# Sool

Umístění Soolu v Puntlandu/Somálsku

Sool je region v severovýchodním Somálsku. Hlavní město regionu je Las Anod (Laascaanood). Region je historicky známý pro antikoloniální hnutí Darwiish.
Na území Soolu si činí nároky dvě mezinárodně neuznané republiky, Somaliland a Puntland, stejně tak je dle přechodné federální vlády součástí Somálské republiky. Od roku 2003 až do října 2007 byl Sool pod kontrolou Puntlandu, po konfliktu v roce 2007 zůstaly pod kontrolou Puntlandu pouze části obývané klanem Dhulbahnte, který se odmítl stát součástí Somalilandu.

## Spor o Sool
Hranice mezi Somalilandem a Puntlandem oficiálně neexistují. Spory se vyostřily poté, co puntlandská vláda prodala těžební práva australské společnosti i ve sporných oblastech. Od roku 2003 byl Sool pod správou a kontrolou Puntlandu. Konflikt vyústil 2. října 2007, kdy tento region obsadily bezpečnostní jednotky Somalilandu. Přítomnost Somalilandských milic vyvolala odpor místních obyvatel. Přesto bylo obsazeno Las Anod, hlavní regionální centrum Soolu. Bylo zabito kolem 20 lidí. Po městě bylo rozmístěno na 500 policistů, kteří dohlíželi na dodržování zákazu zbraní.
V roce 2008 došlo ke správní reorganizaci. Byl vytvořen region SARA, do kterého byla také zahrnuta oblast Soolu. Vzniká nový okres Kalabayd (část obsazená Puntlandem na jih a východ od regionu) zachovány jsou okresy Las anodách, Yagoori, Taleex, Xudun a Boocame (vše pod kontrolou Puntlandu, s výjimkou Las anodách a Yagoori). Hlavním městem regionu SARA se stalo Caynabo.

## Obyvatelstvo
Počet obyvatel byl v roce 2007 spočten na 115 306. Převažuje zde klanové uspořádání. Region Sool obývají převážně klany Warsangali a Dhulbahante, což je podskupina darodského klanu. V Soolu je stejně jako v celém Somalilandu přísně zakázána klanová diskriminace, všechny klany jsou si rovny např. před somalilandskou vládou. Sool je rozdělen subklanovou podporou jak Somalilandu tak Puntlandu, ale jsou zde také síly prosazující samostatnost Soolu jako takového. Z náboženství převládá Islám.